# 特隆伊什 (阿马兰蒂)
特隆伊什是葡萄牙波尔图区的一个堂区。总面积13.86平方公里，总人口4535人，人口密度327.2人/平方公里。